# AMD Laffly 50
L'automitrailleuse de découverte Laffly 50 o White-Laffly 50 era un'autoblindo francese sviluppata tra le due guerre mondiali.

## Storia
Alla fine degli anni venti, tutte le autoblindo dell'Armée de terre e la maggior parte dei carri risalivano alla prima guerra mondiale. Uno dei modelli di autoblindo più diffusi era la White Mle 1918, basata sul telaio dell'autocarro americano White TBC 1 1/2 ton, con scafo blindato realizzato dalla carrozzeria Ségur & Lorfeuvre tra il 1917 e il 1918. Alla fine degli anni venti i telai erano giunti a fine vita, ma gli scafi erano ancora in condizioni pressoché perfette. Tra il 1927 e il 1928 si decise quindi di rimontare gli scafi blindati su nuovo, moderno telaio. L'esercito scelse il telaio di un autocarro 4×2 già in servizio, il LC2 della Laffly. Il contratto venne assegnato nel 1929 e il primo prototipo fu consegnato nel 1931. I veicoli erano scafi Ségur & Lorfeuvre su telaio Laffly e non conservavano nessun elemento meccanico della White, ma il nome rimase comunque a ricordo delle origini.
Il prototipo venne testato nel corso del 1931. Gli esiti positivi delle prove fecero emanare un ordine di conversione di 60 autoblindo White Mle 1918 nel nuovo modello. Seguì un secondo ordine tra il 1932 e il 1934, per un totale di 98 conversioni. Al mezzo venne assegnata la denominazione AMD Laffly 50 o anche AMD White-Laffly; nella nomenclatura dell'esercito francese, la dizione automitrailleuse de découverte o AMD indicava le autoblindo ruotate da ricognizione per la cavalleria. Tuttavia, la rapida evoluzione dei veicoli militari e delle dottrine negli anni trenta fece emergere l'obsolescenza del progetto; le autoblindo furono quindi inviate nelle colonie francesi, dove ci si attendeva un minore livello di minaccia in caso di guerra. Un piccolo contingente venne inviato in Cina, nella Legazione francese di Shanghai, e in seguito in Indocina francese. Nel maggio 1940, all'inizio dell'invasione tedesca, erano in servizio ancora 67 Laffly 50, incluse 28-32 in Algeria e Tunisia, 13 nel territorio metropolitano assegnate al 4e GRDI, 6-10 in Indocina e 12 in Libano.
Essendo operativa solo una manciata di blindo in Francia, non si hanno notizie del loro impiego operativo durante la campagna. Dopo la resa, furono catturate e brevemente usate dalla Wehrmacht per scopi addestrativi. Tutte le altre rimasero teoricamente in servizio alle dipendenze delle varie amministrazioni coloniali fino alla fine della guerra, tranne quelle in Africa, dismesse nel novembre 1943 in favore delle nuove M8 Greyhound consegnate dagli americani alle forze della France libre.

## Tecnica
Il telaio 4×2 a trazione posteriore era a due assi, 2,4 t sull'asse frontale e 3,8 su quello posteriore, con balestre e pneumatici, quelli posteriori gemellati.
Lo scafo originale era assemblato da piastre di acciaio laminato spesse 7 mm, imbullonate e rivettate alla struttura portante. Nella sezione frontale, un cofano squadrato proteggeva il motore Laffly da 50 hp, i serbatoi della benzina e dell'olio, il sistema di raffreddamento e parte della trasmissione. Per assicurare un costante flusso d'aria, la calandra era protetta da tre alette inclinate fisse e da una superiore mobile. L'accesso agli organi interni era possibile tramite grandi pannelli rimovibili laterali. Il cambio era manuale a 4 marce avanti e 2 retro. L'impianto elettrico includeva una batteria da 6 volt, un grande proiettore rimovibile fissato sopra al radiatore, due piccoli fari agli angoli del cofano e un terzo, rimovibile, sul parafango posteriore sinistro.
Il compartimento di guida era occupato dal pilota a sinistra e dal suo assistente a destra, che in caso di necessità occupava il posto di guida posteriore; la doppia guida era infatti una caratteristica di molte blindo da esplorazione del tempo. Entrambi i piloti disponeva di un portello di osservazione blindato e di quattro feritoie semicircolari laterali. Il compartimento di combattimento occupava tutta la parte poppiera del mezzo; per aumentarne il volume interno, le pareti laterali avevano un profilo quasi semicircolare, largo quanto la base della torretta. La torretta circolare in piastre rivettate, di forma relativamente complessa ma simmetrica, era dotata di due portelli superiori per il capocarro e il cannoniere, i quali disponevano anche di feritoie laterali. L'equipaggio accedeva al mezzo tramite due portelli laterali: il sinistro si apriva verso poppa, il destro verso prua. Esternamente allo scafo erano fissati attrezzi da zappatore, casse degli attrezzi e parti di ricambio.
L'armamento principale in torretta era costituito da un cannone corto da 37 mm Puteaux SA18 "in caccia" e da una mitragliatrice MAC 1931 da 7,5 mm "in fuga". La riserva di munizioni a bordo era di 164 colpi da 37 mm (92 granate ad alto esplosivo e 72 proietti perforanti) e 5.500 cartucce da 7,5 mm (incluse 288 munizioni perforanti-traccianti). Una MAC 24/29 era trasportata all'interno del mezzo e poteva essere installata su un sostegno antiaereo sulla piastra frontale sinistra della torretta.